# Sommer-Paralympics 2024/Teilnehmer (Republik Kongo)
| stlisierte Goldmedaille | stlisierte Silbermedaille | stlisierte Bronzemedaille |
| ----------------------- | ------------------------- | ------------------------- |
| —                       | —                         | —                         |

Die Republik Kongo entsandte für die Paralympischen Spiele 2024 in Paris zwei Leichtathleten.

## Teilnehmer

### Leichtathletik
| Athleten                 | Klassifizierung | Wettbewerb  | Vorlauf/Vorkampf  | Vorlauf/Vorkampf | Finale        | Finale        | Rang |
| Athleten                 | Klassifizierung | Wettbewerb  | Zeit/Weite        | Rang             | Zeit/Weite    | Rang          | Rang |
| ------------------------ | --------------- | ----------- | ----------------- | ---------------- | ------------- | ------------- | ---- |
| Frauen                   |                 |             |                   |                  |               |               |      |
| Mireille Nganga          | F56             | Kugelstoßen | NM                | —                | ausgeschieden | ausgeschieden | —    |
| Mireille Nganga          | F56             | Speerwurf   | NM (R6.16.1)      | —                | ausgeschieden | ausgeschieden | —    |
| Männer                   |                 |             |                   |                  |               |               |      |
| Emmanuel Grace Mouambako | T11             | 100 m       | 12,07 s (R6.16.1) | 16               | ausgeschieden | ausgeschieden | 16   |